# Zenit (Satellit)

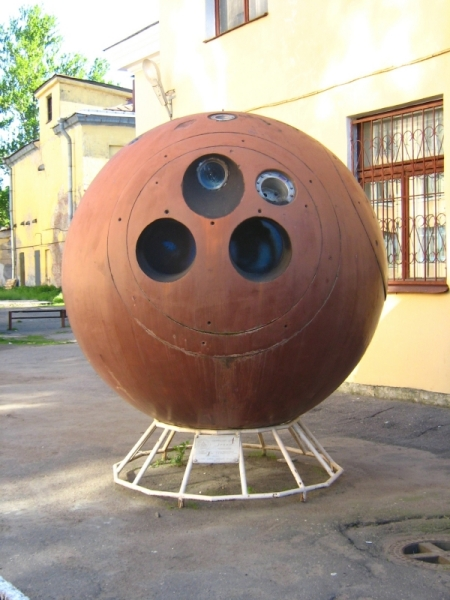
Rückkehrkapsel mit sichtbaren Kameraöffnungen

Die Satelliten vom Typ Zenit waren mehrere hundert fotografische Aufklärungssatelliten der Sowjetunion.

## Beschreibung
Der Aufbau des Satelliten glich dem Raumschiff Wostok der bemannten Raumfahrt. Er enthielt eine kugelförmige Rückkehrkapsel mit einem Durchmesser von 2,3 Metern. Nach einem Einsatz von einer bis zwei Wochen Dauer kehrte dieser Teil an Fallschirmen auf die Erde zurück, und die Fotoaufnahmen konnten geborgen werden.